# Kaetlyn Osmond
Kaetlyn Osmond (n. 5 decembrie 1995, Marystown⁠(d), Newfoundland, Canada) este o patinatoare artistică ce a reprezentat Canada, medaliată olimpică. A participat la 2 ediții ale Jocurilor Olimpice (2014, 2018) în care a câștigat o medalie de aur, o medalie de argint și o medalie de bronz.